# 马尔科·基普鲁索夫
马尔科·基普鲁索夫（芬蘭語：Marko Kiprusoff，1972年6月6日—），芬兰男子冰球运动员。他曾代表芬兰参加1994年冬季奥林匹克运动会冰球比赛，获得一枚铜牌。他也曾获得1995年世界男子冰球锦标赛冠军。